# Dopfunt

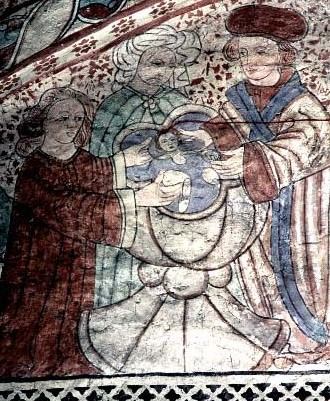
Dopfunt på en målning i Rimbo kyrka. (1500-tal) Måleriet tillskrivs den s.k. Tierpsgruppen.

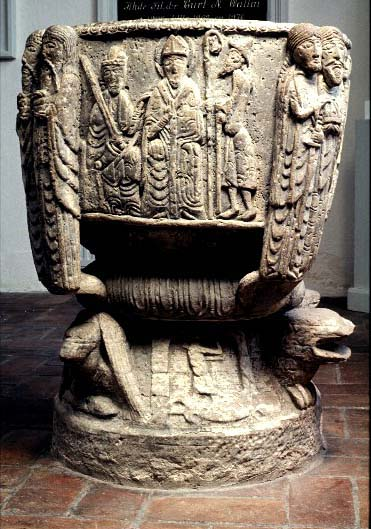
Dopfunt utförd av Trydemästaren Majestatis, Tryde kyrka (1100-talets andra hälft).

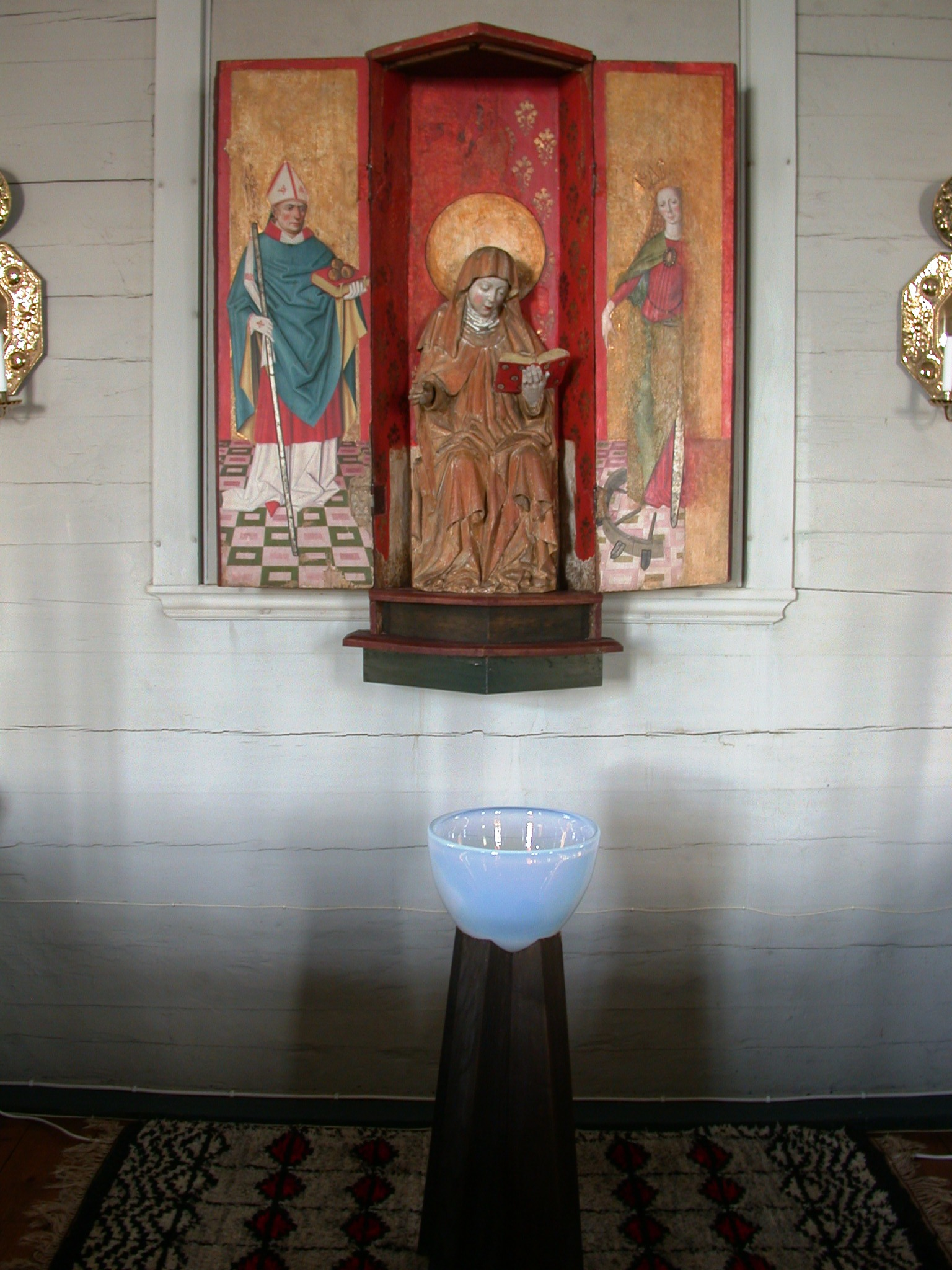
Dopfunt i glas och dopställ i trä från Kråksmåla kyrka.

En dopfunt är en behållare i sten, trä eller metall avsedd för dopvatten. Ordet funt kommer från latinets fons, ’källa’. Dopfunten var och är ett av kyrkans viktigaste föremål. Genom dopet upptas nya medlemmar i den kristna gemenskapen. Från början döptes man i rinnande vatten, påminnande om Johannes Döparens dop av Jesus i Jordanfloden. Dop kunde också genomföras i så kallade baptisterier, det vill säga bassänger inomhus. Speciellt berömt var baptisteriet i Jerusalem. Det äldsta kända baptisteriet i Sverige fanns i Vreta kloster. Efter ett tag började man förvara dopvattnet i mindre behållare och på ett kyrkomöte bestämdes att dopfuntar helst skulle vara av sten, men att även metall kunde accepteras.

## Historia
Dopceremonin omhuldades och genomfördes som en exorcistisk handling där det gällde att ta avstånd från djävulen och ondskan. Barnet kristnades genom salt i munnen och påstrykning av helig olja. Själva dopet skedde genom att man helt doppade ned barnet i funten, vilken var stor och djup. Under senmedeltiden ändrades skicket till att endast vattenbegjuta barnets huvud. Då behövdes inte längre de djupa vattenbehållarna, och under 1500-talet blev det vanligt att placera en grund metallskål som insats i den gamla dopfunten.
I Europa blev dopfuntar av sten vanliga under 1100-talet, så också i Norden. Kanske har det i de tidigaste missionskyrkorna funnits dopfuntar i trä eller också har dopet skett vid vatten utomhus som när Olof Skötkonung döptes vid Husaby källa i Västergötland cirka 1008. Ett exempel på en medeltida trädopfunt är 1200-talsfunten från Näs kyrka i Jämtland.
I samband med det omfattande stenkyrkobyggandet i Norden på 1100-talet tillverkades också merparten av de än i dag bevarade stendopfuntarna. Dopfuntarna är vanligen rikt dekorerade med reliefer. De räknas därför till de främsta konstinventarier som Norden kan uppvisa från medeltiden. En mängd olika varianter finns, utgående från olika mästare och skolor. Ofta användes funtens skål, cuppan, till att i bilder återge kristen historia i bred tappning, från Jesu födelse till martyrers död under 1100-talet. På funtens nederdel, ”foten”, finns däremot ofta bilder av de onda makterna.
Stendopfuntarnas skål kan vara rundad eller fyrkantig. Kännetecknande för de äldre funtarna är att de är så stora att ett barn kunde sänkas ner i dem. I de äldre funtarna finns också avtappningshål för det heliga dopvattnet. Under högmedeltiden försågs funtarna med trälock för att man inte skulle kunna stjäla det värdefulla vattnet. Detta tyder på att vattnet funnits kvar i funtarna och senare funtar saknar också avtappningsanordningar. Dopfuntarna bärs upp av ett dopställ.
Tillverkningen av dopfuntar på det svenska fastlandet upphörde under 1200-talet. På Gotland fortsatte emellertid en stor dopfuntstillverkning. Exporten av dopfuntar från ön var intensiv till hela norra Europa.
Dopfuntarna stod under medeltiden nära ingången i kyrkans västra del. De har troligtvis varit placerade på en upphöjd piedestal, vilket förklarar varför många bilder på cuppans undersida, när funtarna står direkt på golvet, är svåra att se i dag. Under 1600- till 1800-talen flyttades dopfuntarna fram i kyrkan.
Trots ombyggnader och nybyggnader av kyrkor är de medeltida dopfuntarna det inventarium som överlevt mest. Det nordiska dopfuntsbeståndet är en rik konsthistorisk källa.
Exempel på en berömd dopfunt från senare tid är Karl XI:s dopfunt i silver av Jean-François Cousinet som skapades 1696–1707.

### Svenska dopfuntsmakare
Ofta hänför man dopfuntar till en grupp istället för en enskild mästare då det anses att funtarna utfördes i en verkstad av en grupp hantverkare som var under ledning av en mästare. Exempel på detta är t.ex. Skaragruppen i Västergötland och Njudungsgruppen i Småland.
- Andreas
- Bestiarius
- Byzantios
- Hegvald
- Johannes
- Majestatis
- Mårten stenmästare
- Mörarpsmästaren
- Njudungsmästaren
- Oxiemästaren
- Roglinus[6]
- Semibyzantinos
- Sighraf
- Skarhultsmästaren
- Sven stenhuggare
- Thorkillus
- Tove stenmästare

## Bilder

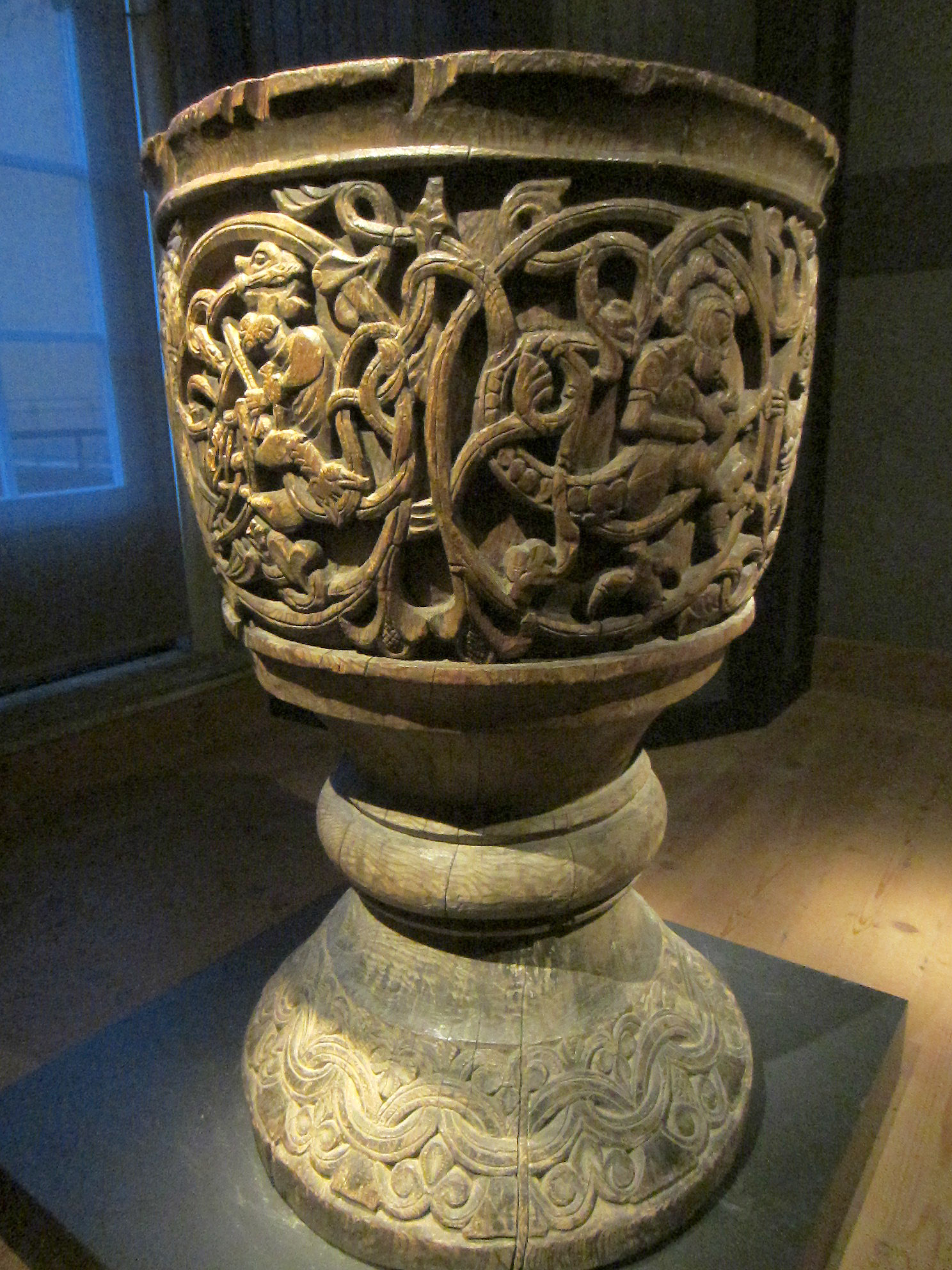
Medeltida dopfunt av trä från Näs kyrka i Jämtland. Nu på Statens historiska museum.
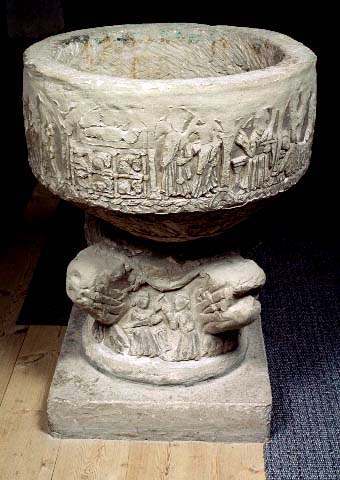
Romansk dopfunt i Ganthems kyrka, Gotland. Detta arbete från 1100-talet är gjort av Hegvald.
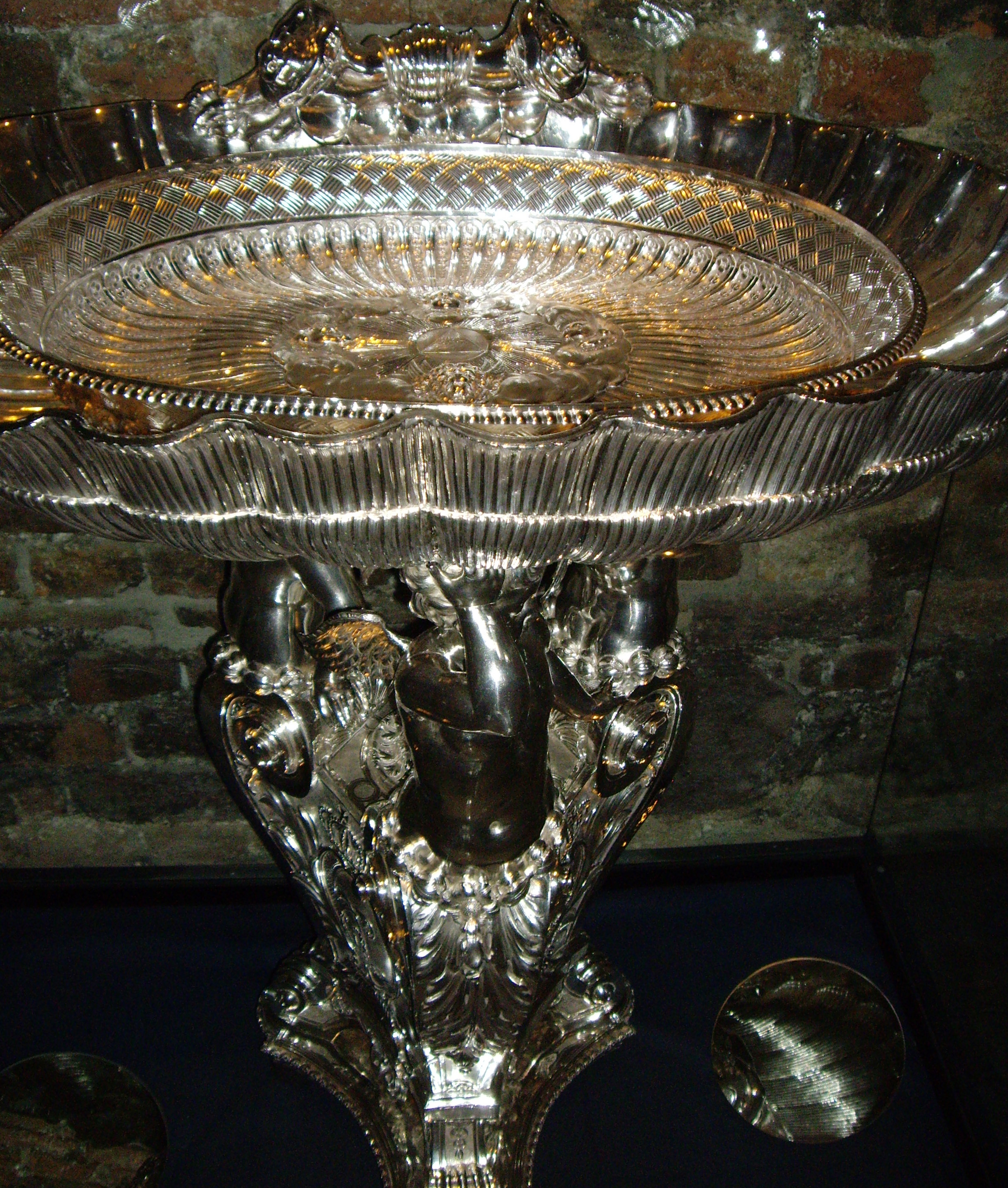
Karl XI:s silverdopfunt.
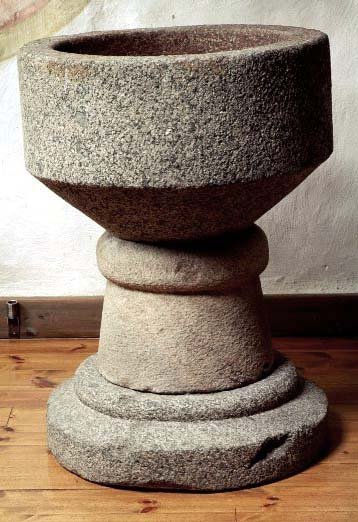
Dopfunt av granit från Nöttja i Småland.
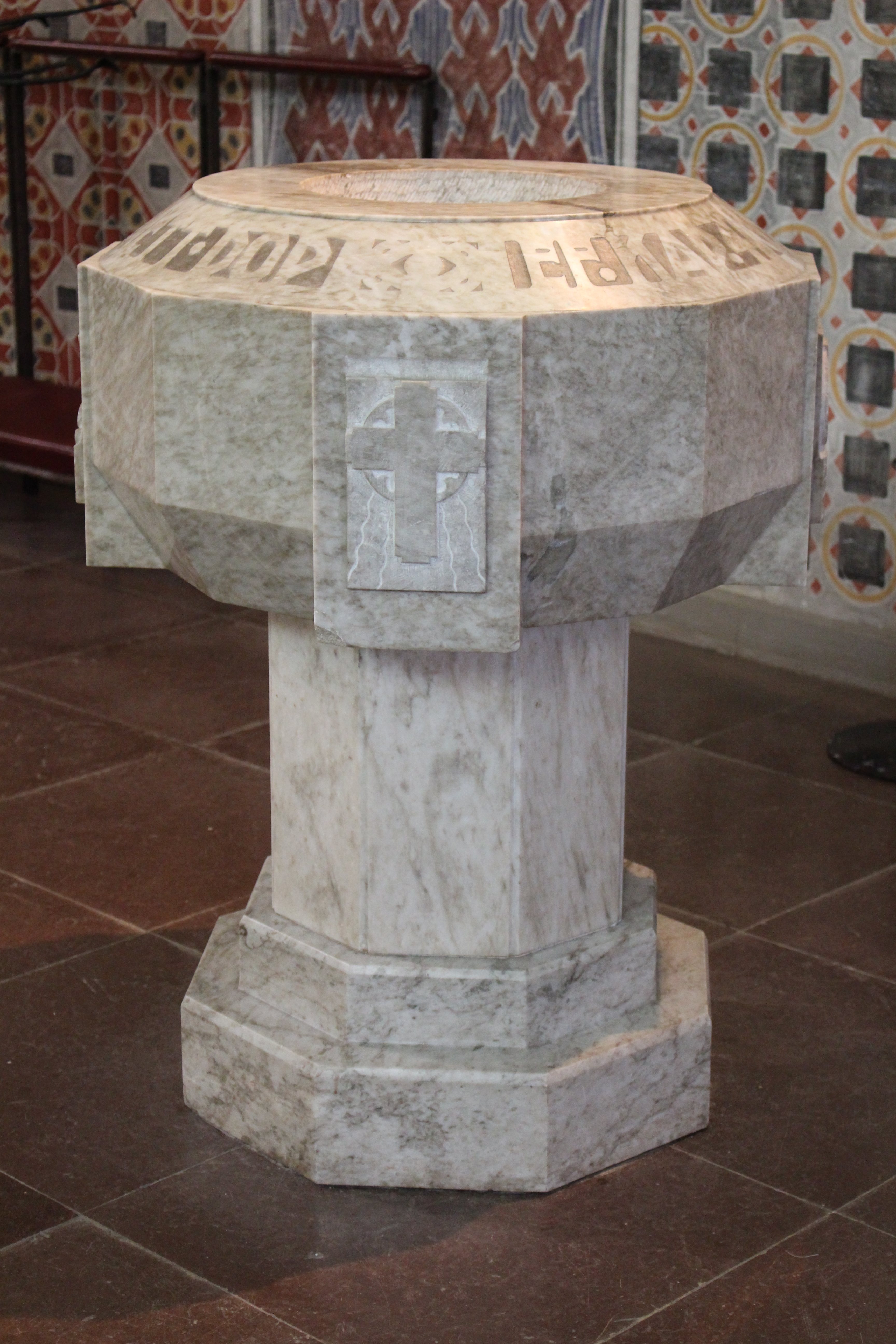
Modern dopfunt från Sundbyberg gjord i marmor.
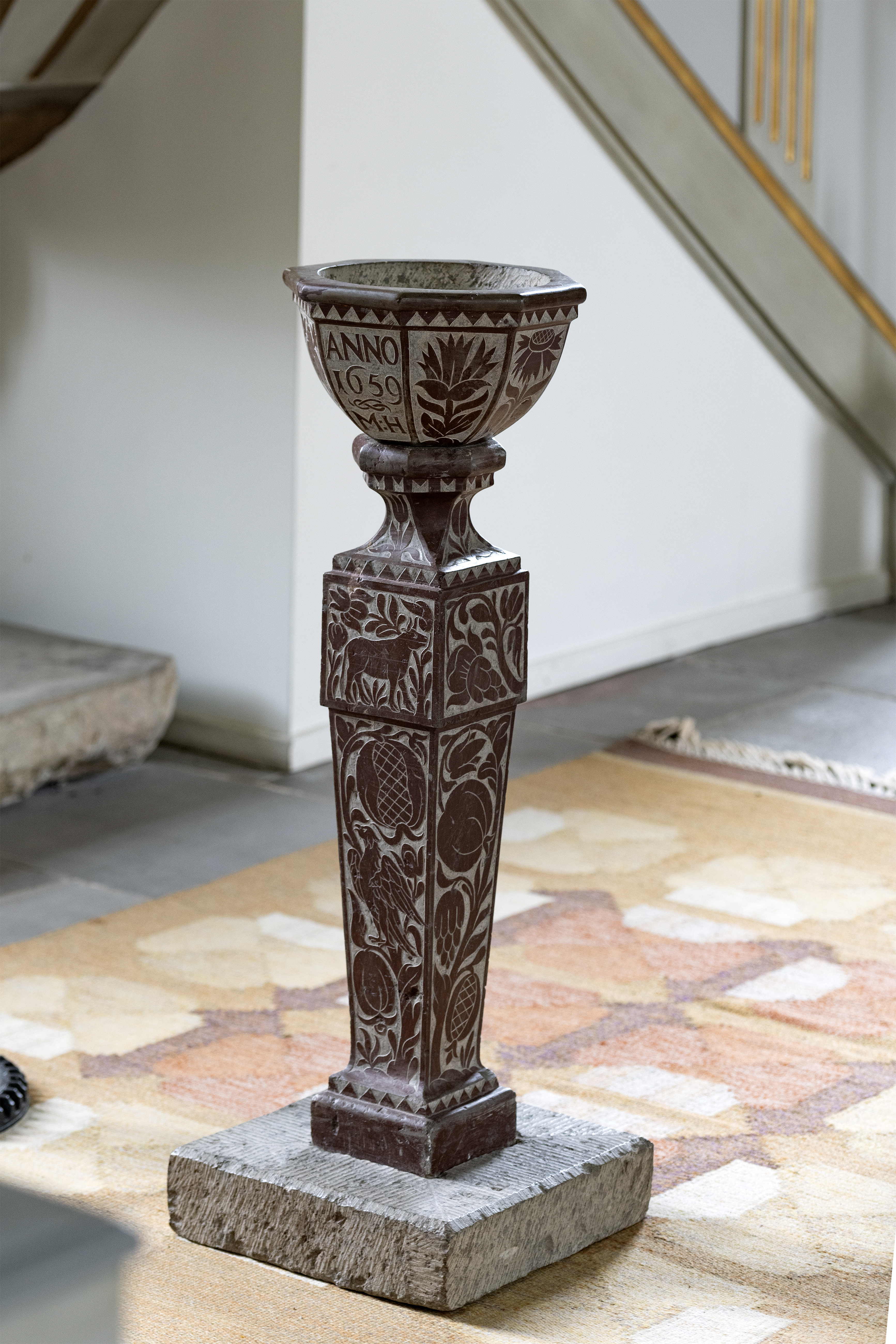
Dopfunt i Västerlösa kyrka, Linköpings kommun.
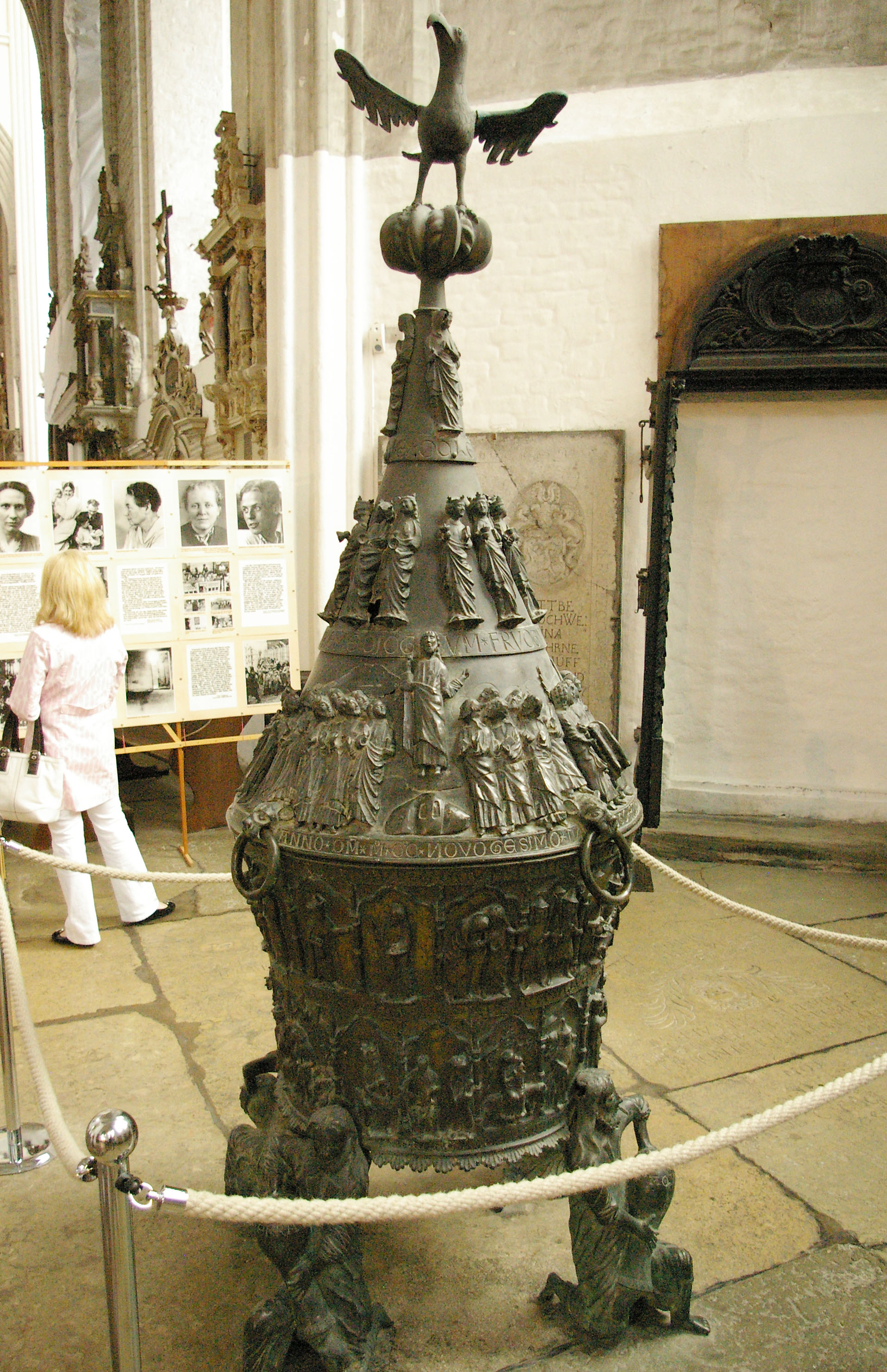
Medeltida dopfunt av brons från Rostock.